# SoulSambaRock
SoulSambaRock é o décimo sexto álbum de estúdio do cantor, instrumentista, compositor e produtor brasileiro Hyldon, lançado em 2020 pelo selo DPA Discos e distribuído digitalmente pela ONErpm Brasil. Resultado de uma fase profícua do artista, o álbum foi precedido pelos lançamentos de seis singles: “Zondag em Amsterdam”, “Um Luau Pra Você”, “Cada Um Na Sua”, “50 Tons de Preto”, “Boletos” e “A Lenda do Clube dos 27”.

## Antecedentes
As Coisas Mais Simples da Vida, álbum anterior de Hyldon, foi lançado em 2016 e entrou na lista de Melhores do Ano da revista Rolling Stone Brasil. A partir dele, Hyldon seguiu em turnê e outros shows que lembraram seu clássico repertório, como o realizado no Rock in Rio 2017 com a cantora Ana Cañas.
Em janeiro de 2019, Hyldon dá início ao projeto SoulSambaRock com a música “Zondag em Amsterdam”, que nasceu de uma viagem do artista à capital holandesa dois anos antes.

## Gravação e lançamento
Mesmo antes do início da pandemia por COVID-19, Hyldon optou por gravar o disco com os músicos em separado – com a exceção de “Boletos”, gravada ao vivo no estúdio com participação dos cariocas do Trio Frito. Isso fez com que o disco soasse como premonitório para muita gente – até pelo fato de uma das músicas se chamar “Cada Um Na Sua Casa”, parceria com Arnaldo Antunes sobre casais que moram separados.
SoulSambaRock foi lançado digitalmente no dia 15 de maio de 2020, com distribuição pela ONErpm Brasil.

## Faixas
- Todas as faixas escritas por Hyldon, exceto onde indicado.

| N.º            | Título                    | Compositor(es)                       | Duração |  |
| 1.             | "República das Bananas"   |                                      | 4:02    |  |
| 2.             | "A Lenda do Clube dos 27" |                                      | 5:02    |  |
| 3.             | "SoulSambaRock, Sou"      | Hyldon / Marlon Sette                | 2:48    |  |
| 4.             | "Um Luau pra Você"        | Hyldon / Rappin' Hood / DJ TubarãoSP | 4:44    |  |
| 5.             | "Vida Que Segue"          |                                      | 3:11    |  |
| 6.             | "Boletos"                 |                                      | 3:07    |  |
| 7.             | "50 Tons de Preto"        |                                      | 5:35    |  |
| 8.             | "Ninguém Merece Viver Só" | Hyldon / João Viana                  | 4:53    |  |
| 9.             | "Cada Um Na Sua Casa"     | Hyldon / Arnaldo Antunes             | 5:19    |  |
| 10.            | "Zondag in Amsterdam"     |                                      | 3:34    |  |
| Duração total: | Duração total:            | Duração total:                       | 42:00   |  |